# 行列の基本変形
行列の基本変形（ぎょうれつのきほんへんけい）とは、行列の変形のうち下の六つである。

## 定義

### 基本変形
以下の六つの変形を、行列の基本変形という。
- 二つの列を入れ替える

（例：{\displaystyle {\begin{bmatrix}2&3&4\\5&6&7\\8&1&9\end{bmatrix}}\to {\begin{bmatrix}3&2&4\\6&5&7\\1&8&9\end{bmatrix}}}）
- ある列を0でない定数倍する

（例：{\displaystyle {\begin{bmatrix}2&3&4\\5&6&7\\8&1&9\end{bmatrix}}\to {\begin{bmatrix}2&12&4\\5&24&7\\8&4&9\end{bmatrix}}}）
- ある列に、他のある列の定数倍を加える

（例：{\displaystyle {\begin{bmatrix}2&3&4\\5&6&7\\8&1&9\end{bmatrix}}\to {\begin{bmatrix}5&3&4\\11&6&7\\9&1&9\end{bmatrix}}}）
- 二つの行を入れ替える

（例：{\displaystyle {\begin{bmatrix}2&3&4\\5&6&7\\8&1&9\end{bmatrix}}\to {\begin{bmatrix}5&6&7\\2&3&4\\8&1&9\end{bmatrix}}}）
- ある行を 0 でない定数倍する

（例：{\displaystyle {\begin{bmatrix}2&3&4\\5&6&7\\8&1&9\end{bmatrix}}\to {\begin{bmatrix}2&3&4\\5&6&7\\16&2&18\end{bmatrix}}}）
- ある行に、他のある行の定数倍を加える

（例：{\displaystyle {\begin{bmatrix}2&3&4\\5&6&7\\8&1&9\end{bmatrix}}\to {\begin{bmatrix}2&3&4\\5&6&7\\6&-2&5\end{bmatrix}}}）
行に関する変形三つをまとめて行に関する基本変形、列に関する変形三つをまとめて列に関する基本変形という。

### 基本行列
以下のような (n, n) 型行列を基本行列という。
{\displaystyle P_{i,j}={\begin{bmatrix}1&&&&&&\\&\ddots &&&&&\\&&0&&1&&\\&&&\ddots &&&\\&&1&&0&&\\&&&&&\ddots &\\&&&&&&1\\\end{bmatrix}}(1\leq i\neq j\leq n)}
{\displaystyle Q_{i,c}={\begin{bmatrix}1&&&&&&\\&\ddots &&&&&\\&&1&&&&\\&&&c&&&\\&&&&1&&\\&&&&&\ddots &\\&&&&&&1\\\end{bmatrix}}(1\leq i\leq n,c\neq 0)}
{\displaystyle R_{i,j,c}={\begin{bmatrix}1&&&&&&\\&\ddots &&&&&\\&&1&&c&&\\&&&\ddots &&&\\&&&&1&&\\&&&&&\ddots &\\&&&&&&1\\\end{bmatrix}}(1\leq i\neq j\leq n,c\neq 0)}
つまり、
- Pi, j は、単位行列の i 行目と j 行目を取り換えた行列
- Qi, c は、単位行列の (i, i) 成分を c にした行列
- Ri, j, c は、単位行列の (i, j) 成分を c にした行列

である。

## 基本変形と基本行列の関係
ある行列に基本変形を適用することは、基本行列を掛けることと同値である。
ある(m, n) 型行列 Aに、
- Pi, j を左からかけると、i 行と j 行が交換される。
- Pi, j を右からかけると、i 列と j 列が交換される。
- Qi, c を左からかけると、i 行が c 倍される。
- Qi, c を右からかけると、i 列が c 倍される。
- Ri, j, c を左からかけると、 i 行に j 行の c 倍が加わる。
- Ri, j, c を右からかけると、 j 列に i 列の c 倍が加わる。

つまり、ある行列を、基本変形を繰り返して変形することは、基本行列を繰り返し掛けることと同値である。左からかける基本行列は (m, m) 型, 右からかける基本行列は (n, n) 型の基本行列である。
このことから、行に関する基本変形を左基本変形、列に関する基本変形を右基本変形とも呼ぶ。

## 基本変形、基本行列の性質
基本行列は正則行列であり、その単純な形から簡単に行列式や逆行列を求めることができる。
また、任意の(m, n)型行列は基本変形を繰り返し適用することによって、以下のような単純な形の(m, n)型行列(以下、標準形 (*) と呼ぶ)に変形することができることが知られている。さらに、このような変形を得るための決定的な手続きも知られている。
{\displaystyle {\begin{bmatrix}1&&&&&&&\\&1&&&&&&\\&&\ddots &&&&&\\&&&1&&&&\\&&&&0&&&\\&&&&&0&&\\&&&&&&\ddots &\\&&&&&&&\\\end{bmatrix}}}
今、(m, n) 型行列 Aに関して基本変形を繰り返し適用することによって上のような標準形 F に変形できたとする。
このとき、基本変形と基本行列の同値性から、p 個の (m, m)型基本行列 M1, ... Mp と q 個の (n, n)型基本行列 N1, ... Nq とを用いて下のように表せる。
{\displaystyle F=M_{1}M_{2}\cdots M_{p}AN_{1}N_{2}\cdots N_{q}}
このとき、A についてのさまざまな量を計算することができる。

### 階数
rank A = rank Fである。

### 行列式
m = n のとき、A には行列式 det A が存在する。
{\displaystyle A=(M_{1}M_{2}\cdots M_{p})^{-1}F(N_{1}N_{2}\cdots N_{q})^{-1}}
であるので、
{\displaystyle {\begin{aligned}\det A&=\det((M_{1}M_{2}\cdots M_{p})^{-1}F(N_{1}N_{2}\cdots N_{q})^{-1})\\&=\det F/\left(\det M_{p}\cdot \det M_{p-1}\cdot \dotsm \cdot \det M_{1}\cdot \det N_{q}\cdot \dotsm \cdot \det N_{1}\right)\end{aligned}}}
である。

### 逆行列
m = n で、 A が正則行列であるとき、逆行列 A-1が存在する。
A が正則であるとき、 F が単位行列であることに注意すれば、
{\displaystyle A=(M_{1}M_{2}\cdots M_{p})^{-1}F(N_{1}N_{2}\cdots N_{q})^{-1}=(M_{1}M_{2}\cdots M_{p})^{-1}(N_{1}N_{2}\cdots N_{q})^{-1}}
より、
{\displaystyle A^{-1}=N_{1}N_{2}\cdots N_{q}M_{1}M_{2}\cdots M_{p}}
である。
さらに、A が正則であるとき、p と q どちらかを 0 にできる、つまり、左か右のどちらかのみの基本変形を繰り返し適用することによって、単位行列に変形できることが知られている。今、q = 0であるとすると、
{\displaystyle A^{-1}=M_{1}M_{2}\cdots M_{p}}
である。つまり、A を単位行列に変形するのと同じ変形を単位行列に適用することによって A-1 が得られる。

#### 逆行列の計算例
例として、
{\displaystyle A={\begin{bmatrix}2&6\\1&4\\\end{bmatrix}}}
の逆行列を計算する。
A　の、左基本変形による単位行列への変形を試みる。
1行目を1/2倍する。
{\displaystyle {\begin{bmatrix}1&3\\1&4\\\end{bmatrix}}}
2行目に1行目の-1倍を加える。
{\displaystyle {\begin{bmatrix}1&3\\0&1\\\end{bmatrix}}}
1行目に2行目の-3倍を加える。
{\displaystyle {\begin{bmatrix}1&0\\0&1\\\end{bmatrix}}}
よって、この三つの変形を単位行列に適用すれば、逆行列が求まる。
1行目を1/2倍する。
{\displaystyle {\begin{bmatrix}1/2&0\\0&1\\\end{bmatrix}}}
2行目に1行目の-1倍を加える。
{\displaystyle {\begin{bmatrix}1/2&0\\-1/2&1\\\end{bmatrix}}}
1行目に2行目の-3倍を加える。
{\displaystyle {\begin{bmatrix}2&-3\\-1/2&1\\\end{bmatrix}}}

## 線型方程式系
線型方程式系 Ax = b においても、基本変形により解を求めることができる。
A に左基本変形を繰り返し施すことによって単純な形に変形できれば、同じ変形を b にも施すことによって、同値な方程式系
{\displaystyle (M_{1}M_{2}\cdots M_{p}A)x=M_{1}M_{2}\cdots M_{p}b}
を解くことに帰着できる。左基本変形のみでは、一般には上の標準形 (*) まで変形することはできないが、線型方程式系を解くのには十分簡単な形まで変形することができる。詳しくは、これを実現するアルゴリズムであるガウスの消去法に譲る。

### 線形方程式系の解の計算例
{\displaystyle A={\begin{bmatrix}2&2&1&-3\\1&2&5&4\\-1&-4&-14&-15\\\end{bmatrix}},b={\begin{bmatrix}4\\3\\-5\\\end{bmatrix}}}
のとき、Ax = b を解くことを考える。
A, b に同じ左基本変形を加え、A　を解きやすい形に変形する。
1行目と2行目を入れ替える。
{\displaystyle {\begin{bmatrix}1&2&5&4\\2&2&1&-3\\-1&-4&-14&-15\\\end{bmatrix}},{\begin{bmatrix}3\\4\\-5\\\end{bmatrix}}}
2行目に1行目の (-2) 倍 を足す。
{\displaystyle {\begin{bmatrix}1&2&5&4\\0&-2&-9&-11\\-1&-4&-14&-15\\\end{bmatrix}},{\begin{bmatrix}3\\-2\\-5\\\end{bmatrix}}}
3行目に1行目を足す。
{\displaystyle {\begin{bmatrix}1&2&5&4\\0&-2&-9&-11\\0&-2&-9&-11\\\end{bmatrix}},{\begin{bmatrix}3\\-2\\-2\\\end{bmatrix}}}
3行目に2行目の(-1)倍を足す。
{\displaystyle {\begin{bmatrix}1&2&5&4\\0&-2&-9&-11\\0&0&0&0\\\end{bmatrix}},{\begin{bmatrix}3\\-2\\0\\\end{bmatrix}}}
1行目に2行目を足す。
{\displaystyle {\begin{bmatrix}1&0&-4&-7\\0&-2&-9&-11\\0&0&0&0\\\end{bmatrix}},{\begin{bmatrix}1\\-2\\0\\\end{bmatrix}}}
2行目を-1/2倍する。
{\displaystyle {\begin{bmatrix}1&0&-4&-7\\0&1&{\frac {9}{2}}&{\frac {11}{2}}\\0&0&0&0\\\end{bmatrix}},{\begin{bmatrix}1\\1\\0\\\end{bmatrix}}}
これにより、Ax = b を同値な方程式系
{\displaystyle {\begin{bmatrix}1&0&-4&-7\\0&1&{\frac {9}{2}}&{\frac {11}{2}}\\0&0&0&0\\\end{bmatrix}},b={\begin{bmatrix}1\\1\\0\\\end{bmatrix}}}
に変形できた。
これを解くのは簡単で、x3, x4は自由であるので、x3 = 2α, x4 = 2β とおくと、
{\displaystyle x_{2}+{\frac {9}{2}}x_{3}+{\frac {11}{2}}x_{4}=1}
より、
{\displaystyle x_{2}=1-9\alpha -11\beta }
であり、
{\displaystyle x_{1}-4x_{3}-7x_{4}=1}
より
{\displaystyle x_{1}=1+8\alpha +14\beta }
である。よって、
{\displaystyle x={\begin{bmatrix}1+8\alpha +14\beta \\1-9\alpha -11\beta \\2\alpha \\2\beta \\\end{bmatrix}}\quad (\alpha ,\beta \in \mathbf {K} )}
と、解を得ることが出来た。